# Cá heo Ả Rập
Cá heo Ả Rập hay còn gọi là cá heo mỏ dài (Delphinus tropicalis) thuộc Chi Delphinus sinh sống chủ yếu ở những vùng biển nhiệt đới và ôn đới ấm của tất cả các đại dương lớn. Chúng dường như ưa thích những vùng biển nước nông và ấm áp gần bờ biển hơn so với các loài cá heo khác. Loài này được tìm thấy chủ yếu ở những khu vực thềm lục địa (có độ sâu dưới 180 m) hoặc xung quanh các đảo, và nói chung thường không sinh sống quá xa bở.